# Duo Cordes et Âmes
 (mars 2018).
Fondé en 2001, le duo Cordes et Âmes, composé de Sara Chenal au violon et d'Olivier Pelmoine à la guitare, est un duo de musique de chambre  développant un répertoire inspiré de musiques classiques espagnoles et latino-américaines, et porté sur la création contemporaine.
De 2003 à 2006, le duo tourne avec les Jeunes Musiciens de France.

## Carrières

### En duo
Les deux musiciens, poursuivant tous deux des carrières solo. Ils développent leur répertoire sur la base d'inspirations communes, parmi lesquelles l'œuvre de Piazzolla. Ils remportent dès 2002 deux concours internationaux[réf. nécessaire] :
- 1er prix décerné par l'UFAM lors de la compétition internationale de musique de chambre ;
- 2e prix décerné lors de la 23e édition du concours international de guitare Mauro Giuliani, à Bari, en Italie.

Ils tournent ensuite pendant plusieurs années avec les Jeunesses Musicales de France. Ils se forment à la scène en se produisant sur plus de 200 concerts.
En 2003, le duo sort un premier album auto-produit, portant le nom du duo. Synthétisant la matière de leur premier spectacle, l'album porte déjà l'essence du duo en alliant œuvres intemporelles et créations nouvelles, et en mêlant les influences, oscillant de tonalités profondes et mélancoliques en discordances, pour glisser soudainement vers des rythmes envolés et dansants. « Pour ses débuts discographiques, le duo Cordes et Âmes a bien été avisé de proposer, à côté d'œuvres bien connues interprétées avec vitalité et sensibilité, un choix judicieux d'œuvres contemporaines qui savent capter et retenir l'attention. ».
Le duo est récompensé en 2005 d'un prix mention très bien de musique de chambre du Conservatoire national supérieur de musique et de danse de Paris[réf. nécessaire]. En 2006, il est invité à se produire en direct par France Musique dans l'émission Dans la Cour des Grands, présentée par Gaëlle Gallic et sur la chaîne TV Direct 8. Le duo poursuit son exploration musicale, élabore son répertoire et sort un second album en 2007, cette fois-ci entièrement tourné vers la création contemporaine : Taïgo (label Skarbo). En 2009, ils plongent dans la musique latino-américaine, avec San Telmo (label Skarbo). En 2012, ils se focalisent cette fois sur la culture espagnole, avec Chansons populaires espagnoles (label Skarbo). Les deux artistes sortent chacun un album solo en 2014 et 2015, et participent à divers projets parallèles.
En 2017, ils se sont produits sur plus de 600 spectacles, en France et à l'étranger. Sara Chenal et Olivier Pelmoine sont soutenus par les cordes Savarez et Corelli.

## Discographie
- 2003 : Cordes et Âmes (auto-produit)
- 2005 : Guitar Works - Olivier Pelmoine (label Cordes et Âmes)
- 2007 : Taïgo (label Skarbo)
- 2009 : San Telmo (label Skarbo)
- 2012 : Chansons populaires espagnoles (label Skarbo)
- 2014 : Opus Guitar - Olivier Pelmoine (label Skarbo)
- 2015 : Violon au féminin - Sara Chenal et Jean-Pierre Ferey (label Skarbo)